# Цилиндрические функции
Цилиндри́ческие фу́нкции — общее название для специальных функций одного переменного, являющихся решениями обыкновенных дифференциальных уравнений, получающихся при применении метода разделения переменных для уравнений математической физики, таких как уравнение Лапласа, уравнение Пуассона, уравнение Гельмгольца и др. в цилиндрической системе координат. Обычно переменной является расстояние до оси с.к. Произведение цилиндрических функций с гармоническими функциями по другим направлениям даёт цилиндрические гармоники.
Наиболее часто встречающиеся цилиндрические функции:
- Функции Бесселя
  - первого рода, ограниченные
  - второго рода (называемые также «функции Неймана»), неограниченные в нуле
- Функции Ганкеля первого и второго рода — комплексные линейные комбинации функций Бесселя и Неймана
- Модифицированные функции Бесселя — функции Бесселя от комплексного аргумента, неограниченные монотонные.
  - первого рода (т. н. «функции Инфельда»[1])
  - второго рода (т. н. «функции Макдональда»[1])
- Функция Бурже — обобщение интегрального представления функции Бесселя
- Частные решения неоднородного уравнения Бесселя:
  - Функция Ангера
  - Функция Вебера
  - Функция Струве
  - Функция Ломмеля
- Функции параболического цилиндра
- Функции Кельвина